# Doctrina Monroe

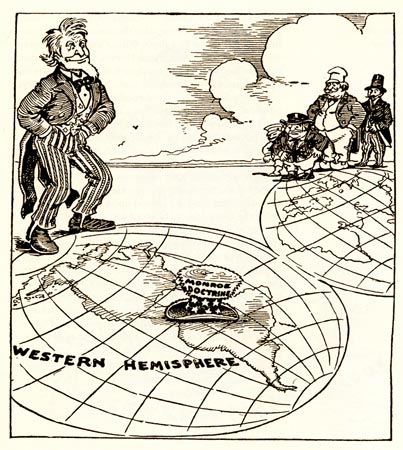
Vinyeta satírica de 1912 sobre la Política Monroe.

La doctrina Monroe és un principi de política internacional, formulat pel president dels EUA James Monroe l'any 1823, que es resumeix en la seva cèlebre frase: Amèrica per als americans.
Aquest principi serví per la política nord-americana durant tot el segle xix i bona part del XX, i demostra la seva hostilitat a la intervenció europea en els afers del continent americà. Aquest mateix principi ha permès que els EUA desenvolupessin una política colonial en molts aspectes respecte als altres països del continent americà.